# 유덕 (광평후)
유덕(劉德, ? ~ ?)은 전한 말기의 제후로, 광릉효왕의 손자이다.

## 행적
아버지 유덕의 뒤를 이어 광평후(廣平侯)에 봉해졌으나, 전한이 멸망하여 작위가 박탈되었다.

## 출전
- 반고, 《한서》 권15하 왕자후표 下

| 선대 아버지 광평절후 유덕 | 전한의 광평후 ? ~ 8년 | 후대 (전한 멸망) |